# Muiria stridula
Muiria stridula är en insektsart som beskrevs av George Willis Kirkaldy 1907. Muiria stridula ingår i släktet Muiria och familjen Derbidae. Inga underarter finns listade i Catalogue of Life.